# Psychotria callithrix
Psychotria callithrix är en måreväxtart som först beskrevs av Friedrich Anton Wilhelm Miquel, och fick sitt nu gällande namn av Julian Alfred Steyermark. Psychotria callithrix ingår i släktet Psychotria och familjen måreväxter. Inga underarter finns listade i Catalogue of Life.